# 國際演講會
國際演講會（Toastmasters International）是一個教育性質非營利組織，於全球各地推行演講會，目的為協助會員提升其溝通、演講及領導技巧。該組織藉由數以千計之分會提供溝通及領導兩方法的課程，課程主要教授說話，聆聽及思考的技巧。

## 歷史
該會由一個名為Smedley Chapter One Club的組識發展而成，後者最終成為第一個演講會。於1924年10月22日由瑞福·史邁利創辦。當時附屬於美國聖塔安娜的基督教青年会。國際演講會於1932年12月19日，於加州註冊為法人團體。至目前為止，該會服務過的會員超過四百萬人，現時會員數超過三十五萬七千人，分會超過一萬六千六百個，遍布全球一百四十三個國家。

## 演講會在中國的發展
全中國第一間的演講會名為香港國際演講會(1364)並於1954年12月1日創立。
其後國際演講會開始發展到中國不同的城市。上海第一間演講會於1999年成立,後來國際演講會在中國發展急速。全中國第一個大區，85大區於2006-07年度成立. 之後2006-2010, 國家演講會在中國大陸的數量由20間暴升至100間. 2010年7月1日, 香港及澳門的國際演講會正式加入85大區。
2012年6月30日, 85大區擁有超過7,000位會員及超過220間分會。2012年7月1日, 89大區正式從85大區分拆出來。
2019年7月1日，89大區分拆出118大區。
截至2020年全中國已經分為4個大區,88大區(北中國),85大區(東中國), 89大區(南中國)及118大區(西中國)。

## 演讲会在马来西亚的发展
在1995年，马来西亚南部的新山成立了第一个华语国际讲演会。隔年，随著华语讲演会的声势日益壮大，以华语为媒介语的讲演会组织，终于在当年的51区域第3届泛东南亚全年大会中，开拓了先机，掀开历史性的一页，华语国际讲演会终于能在英语源流为主导的区域大会中进行各项活动。
在区域第六届(1999年)全年大会中，华语国际讲演会又跨前一步。我们成功争取到一个纯华语的M区组织，由西马与新加坡的22个华语国际讲演会合组而成。

## 外部連結
- Toastmasters International official website （页面存档备份，存于）
- Toastmasters International District 89 website （页面存档备份，存于）